# Długie (powiat strzelecko-drezdenecki)
Długie – wieś w Polsce położona w województwie lubuskim, w powiecie strzelecko-drezdeneckim, w gminie Strzelce Krajeńskie.
W latach 1975–1998 miejscowość należała administracyjnie do województwa gorzowskiego.
Miejscowość wypoczynkowa położona pomiędzy jeziorami Lipie i Długie w pobliżu jeziora Słowa, przy drodze nr 22, ok. 10 km na północny wschód od Strzelec Krajeńskich. Znajduje się tutaj ośrodek wypoczynkowy z dużą plażą i przystanią żeglarską, hotel i ośrodek kolonijny. Mała gastronomia i sklepy działają w sezonie. 
W miejscowości Długie od 2016 odbywa się Disco Długie Festival.